# Miluj mě, prosím
Miluj mě, prosím (v anglickém originále Wicker Park) je americký mysteriózní film z roku 2004. Režisérem filmu je Paul McGuigan. Hlavní role ve filmu ztvárnili Josh Hartnett, Rose Byrne, Diane Krugerová, Matthew Lillard a Jessica Paré.

## Obsazení
| Josh Hartnett       | Matt Simon      |
| Rose Byrne          | Alex Denver     |
| Diane Krugerová     | Lisa Parish     |
| Matthew Lillard     | Luke Stanford   |
| Jessica Paré        | Rebecca Martin  |
| Christopher Cousins | Daniel Ristelli |
| Amy Sobol           | Ellie           |
| Ted Whittall        | Walter Smith    |
| Vlasta Vrana        | klenotník       |